# Адису Массала
Адису Массала (ивр. אדיסו מאסלה‎, амх. አዲሱ መሰለ; 16 января 1961, Гондар, Эфиопия) — израильский политик эфиопского происхождения.

## Биография
Адису Масала родился 16 января 1961 года в Эфиопии в провинции Гондар. В юности был активистом марксистской Эфиопской народно-революционной партии, развернувшей вооружённую борьбу против режима ДЕРГ. В 1980 году он бежал из страны, пересёк границу с Суданом и иммигрировал в Израиль. 
Он изучал социологию и машиностроение в Университете Бар-Илан, получив там степень бакалавра. После окончания вуза продолжил работу в качестве социального работника. Также Адису Массала возглавил Объединенную эфиопскую еврейскую организацию. 

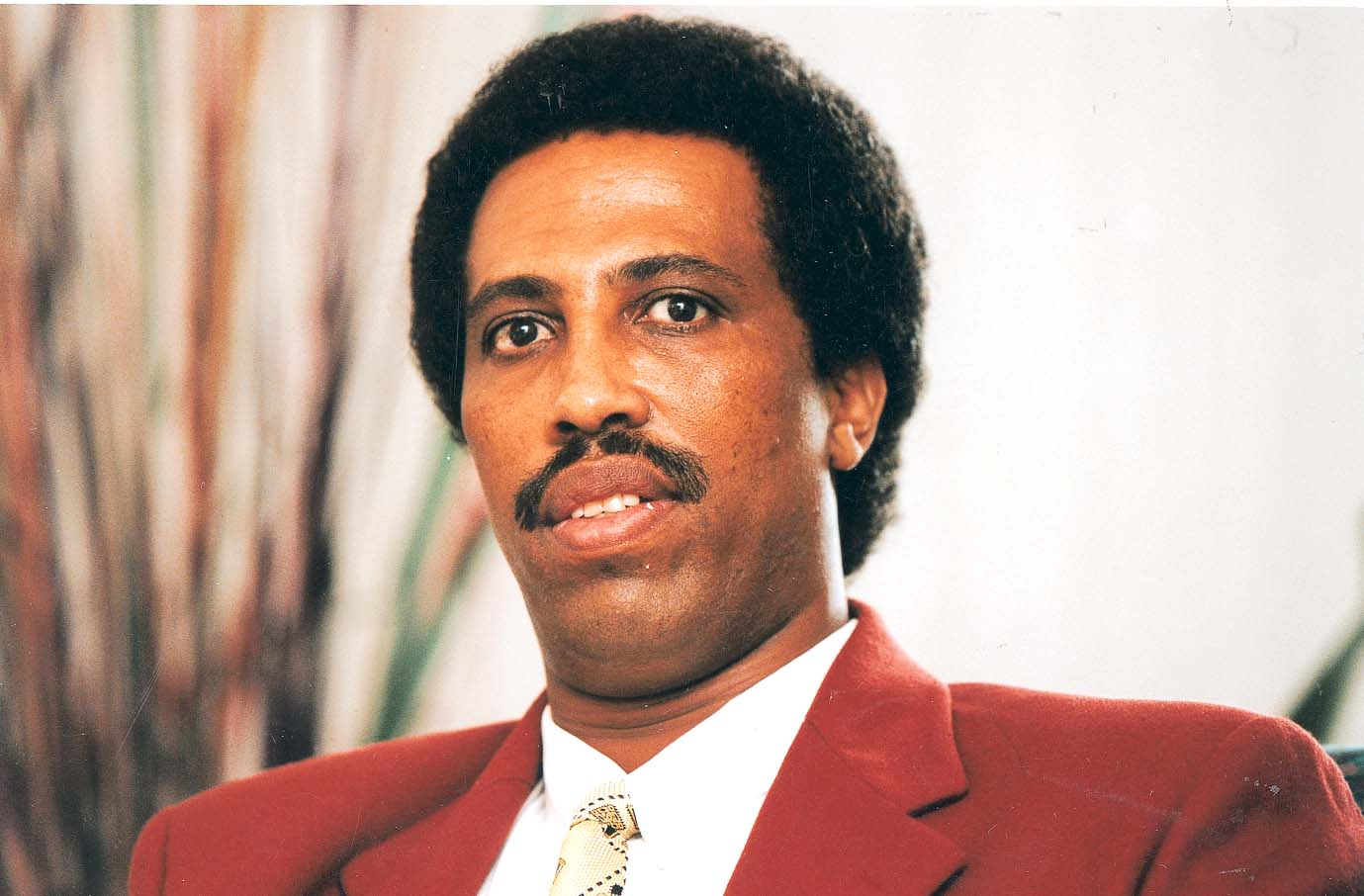
В бытность депутатом

В 1996 году на парламентских выборах Адису Массала был избран депутатом кнессета, по списку партии «Авода». Причём попал в избирательный список он по квоте репатриантов из СССР, что было обусловлено расколом в лагере последних. Однако после избрания он откололся от «Аводы» и принял участие в формировании партии «Ам Эхад» под руководством Амира Переца.  
На парламентских выборах 1999 года он шел под четвертым номером, однако партия получила лишь два мандата. 
На парламентских выборах 2003 года он также шел под номером четыре, но не прошел в кнессет, так как партия получила лишь три места в парламенте.